# Saddle Lake 125
Saddle Lake 125 är ett reservat i Kanada.   Det ligger i provinsen Alberta, i den centrala delen av landet, 2 700 km väster om huvudstaden Ottawa.
Omgivningarna runt Saddle Lake 125 är en mosaik av jordbruksmark och naturlig växtlighet. Runt Saddle Lake 125 är det mycket glesbefolkat, med 7 invånare per kvadratkilometer.